# Helm von Coțofenești
Als Helm von Coțofenești ([kot͡sofeˈneʃtʲ]) wird eine zeremonielle Kopfbedeckung aus Rumänien bezeichnet. Forscher nehmen an, dass er einem unbekannten lokalen König der Daker oder einem lokalen Adeligen aus der Zeit um 400 v. Chr. gehörte.

## Beschreibung
Der Helm wurde 1928 im Norden der Großen Walachei im Dorf Coțofenești (Kreis Prahova) bei der Feldarbeit gefunden. 
Er ist aus einer Platte Goldblech getrieben und im Ganzen mit Dekorationen und figürlichen Darstellungen überzogen. Der obere, halbkugelförmige Helmteil ist mit einer regelmäßigen buckelartigen Verzierung versehen. Über dem Gesicht ist eine Darstellung von zwei Augen mit Augenbrauen ausgearbeitet. An den Wangenschilden und dem Nackenschutz sind figürliche Darstellungen angebracht: Auf dem Nackenschirm sind mehrere anthropomorphe greifen- oder sphingenähnliche Wesen mit Flügeln abgebildet und auf den Wangenschilden ist eine Figur abgebildet, die einen Widder opfert. Die Helmspitze ist nicht mehr vorhanden. Der Helm von Coțofenești wurde vermutlich zu zeremoniellen Zwecken benutzt.

## Diebstahl
Im Januar 2025 wurde der Helm bei einem Einbruch aus dem Drents Museum in Assen gestohlen, wo er als Leihgabe des Muzeul Național de Istorie a României im Rahmen einer Sonderausstellung über das Daker-Reich zu sehen war. Ende Januar 2025 wurden mehrere Tatverdächtige festgenommen, so dass Hoffnung besteht, das Diebesgut sicherzustellen.